# Paul's Boutique
Paul's Boutique är det andra albumet av den amerikanska hiphopgruppen Beastie Boys, utgivet i juli 1989 på Capitol Records.
Albumet kom på plats 151 i musiktidningen Rolling Stones albumtopplista The 500 Greatest Albums of All Time.

## Låtlista
1. "To All the Girls" - 1:30
2. "Shake Your Rump" - 3:20
3. "Johnny Ryall" - 3:00
4. "Egg Man" - 2:58
5. "High Plains Drifter" - 4:13
6. "The Sounds of Science" - 3:12
7. "3-Minute Rule" - 3:39
8. "Hey Ladies" - 3:47
9. "5-Piece Chicken Dinner" - 0:23
10. "Looking Down the Barrel of a Gun" - 3:28
11. "Car Thief" - 3:40
12. "What Comes Around" - 3:08
13. "Shadrach" - 4:08
14. "Ask for Janice" - 0:11
15. "B-Boy Bouillabaisse" - 12:33